# Cassida mroczkowskii
Cassida mroczkowskii es un coleóptero de la familia Chrysomelidae.
Fue descrita científicamente en 1997 por Borowiec & Swietojanska.